# Etropole Peak
Der Etropole Peak (englisch; bulgarisch връх Етрополе wrach Etropole) ist ein 620 m hoher Berg auf der Livingston-Insel im Archipel der Südlichen Shetlandinseln. Er ragt 0,64 km östlich des Melnik Peak, 0,68 km westlich des Sliven Peak und 1,8 km nordwestlich des Atanasoff-Nunataks im Melnik Ridge auf.
Bulgarische Wissenschaftler kartierten ihn im Zuge der Vermessungen der Tangra Mountains zwischen 2004 und 2005. Die bulgarische Kommission für Antarktische Geographische Namen benannte ihn 2005 nach der Stadt Etropole im Zentrum Bulgariens.